# Céüze 2000
Céüze 2000 (ou Céüse 2000) était une station de ski située sur la montagne de Céüse sur le territoire de la commune de Manteyer dans les Hautes-Alpes.

## Géographie
La station de sports d'hiver est implantée dans les Hautes-Alpes, sur les pentes de la montagne de Céüse près de Gap. On y accède soit depuis Veynes soit depuis Gap.

## Équipements

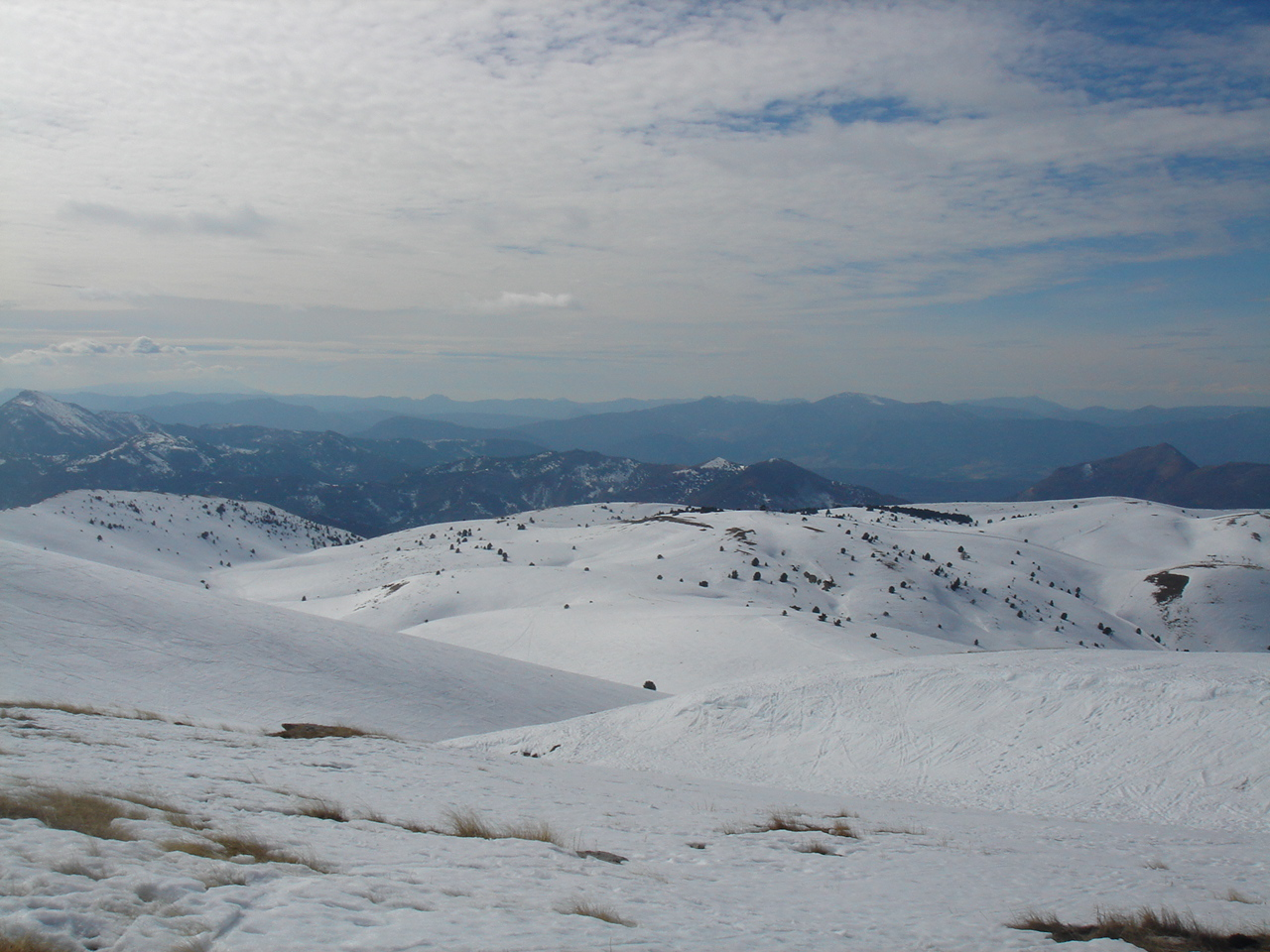
Le domaine skiable vu du sommet (en 2009).

- Le ski de piste s'étendait de 1 550 à 2 016 mètres d'altitude
- 17 pistes pour 24 km
- 5 pistes rouges
- 7 pistes bleues
- 7 pistes vertes
- 7 remontées mécaniques
- 7 téléskis, dont 1 télébaby.

## Histoire

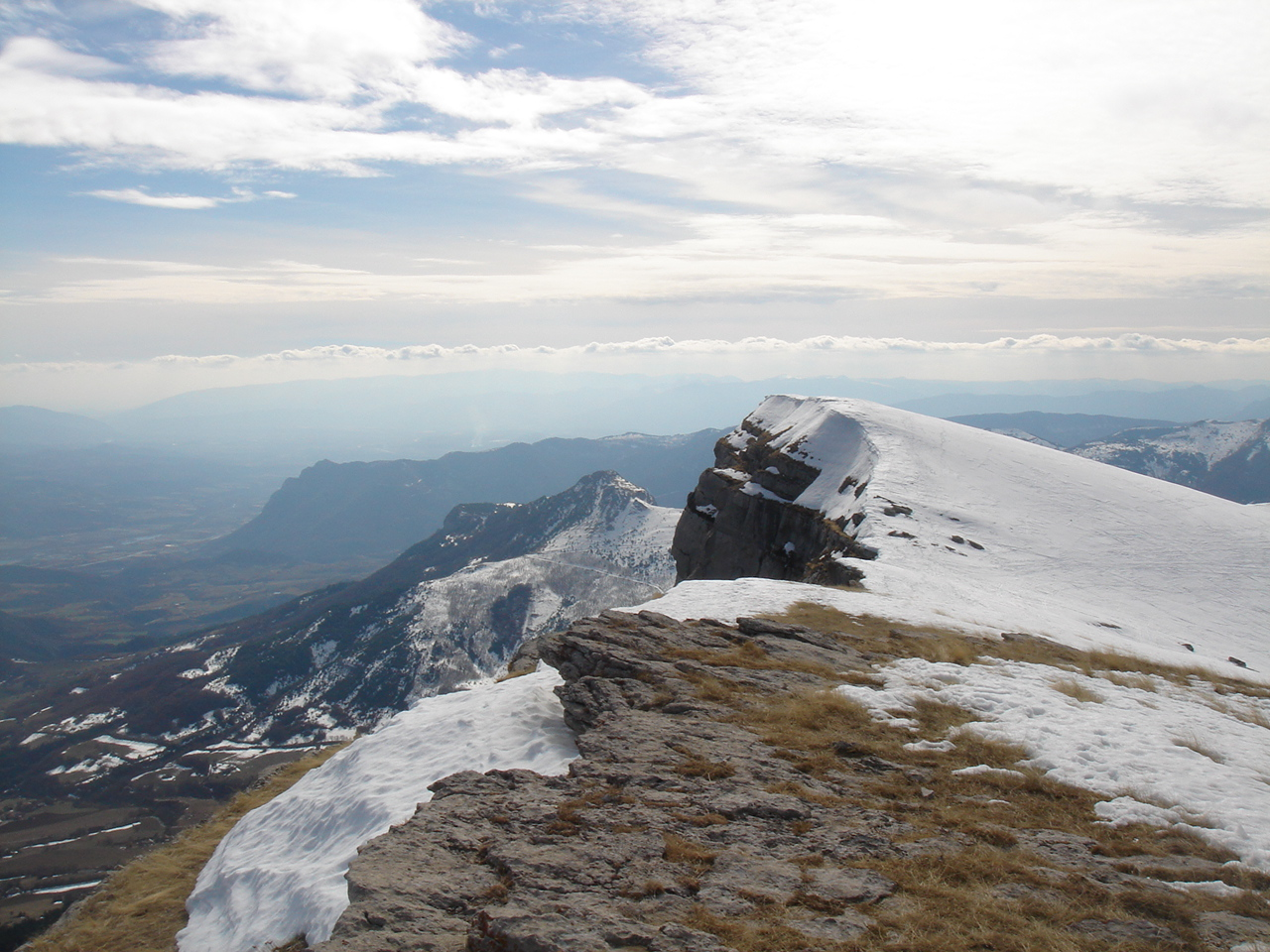
Vue sur la petite Céüze depuis le sommet de la station.

Le ski commence à Céüze avant la Seconde Guerre mondiale. Le premier téléski installé fut le Miane. Cinq téléskis furent installés après guerre. Les installations sont ensuite restées telles qu'elles jusqu'en 1987, année où les téléskis du Torrent, de la Corniche et d'Aiguebelle furent installés.
Du ski de fond était également praticable sur les hauts de la montagne jusqu'à la fin des années 1980. Les skieurs pouvaient être emmenés en chenillette, ce qui semble être des pratiques d'un autre temps (écologie, coût de l'énergie...).
Dans les années 2000, le manque d'enneigement récurrent sur Céüse met en péril l'économie et l'avenir de la station, non dotée de canons à neige. Une étude de 2010 propose la reconversion vers une station proposant des activités tout au long de l'année. En 2018 et 2019, la station n'ouvre pas et reste menacée, comme de nombreuses autres stations de ski en France.
La station de Céüze ferme définitivement pendant les vacances d'hiver 2020. La décision de fermeture a été prise par la communauté de communes Buëch Dévoluy, non seulement en raison du manque de neige, mais de l'impossibilité de financer des canons à neige afin d'assurer le bon fonctionnement de cette station ; en effet, son exploitation entraînerait un déficit de 100 000 euros, selon son président.

## Anecdotes
Deux orthographes existent, différentes d'une seule lettre : Céüze et Céüse. Elles désignent deux lieux différents mais sont souvent confondues lorsqu'elles sont employées pour désigner l'un ou l'autre lieu : 
- « Céüze » désigne la station Céüze 2000, le domaine alpin, ainsi que le petit « village » (exemple : le restaurant situé à Céüze) ;
- « Céüse », quant à lui, désigne la montagne, qui culmine à 2 016 mètres d'altitude (exemple : le pic de Céüse).